# The Beauty of Gemina
The Beauty of Gemina — музыкальный коллектив из Швейцарии, образованный в 2006 году и работающий в жанрах дарквейв и готик-рок.

## История группы
Группа The Beauty of Gemina была сформирована вокалистом Михаэлем Зеле в 2006 году — после того, как распался его предыдущий коллектив Nuuk. Она получила название в честь Гемины, возлюбленной античного философа Плотина. Изначальный состав, помимо Зеле, включал басиста Мартина Люцио и ударника Мака Винценса. Вскоре музыканты выпустили свой первый студийный альбом Diary of a Lost, который европейские критики оценили положительно. Главный сингл с него — «Suicide Landscape» — попал на первую строчку международного готического чарта и оказался одним из главных дарквейв-хитов 2007 года. Клип на эту композицию получил ротацию на немецком телеканале VIVA.
Успех дебютного диска вдохновил группу на проведение нескольких гастрольных туров. В мае 2008 года The Beauty of Gemina впервые выступили на фестивале Wave-Gotik-Treffen в Лейпциге, а затем вместе с ASP отправились в турне по Британии. Вернувшись в Швейцарию, музыканты издали второй альбом A Stranger to Tears, занявший третье место в немецком альтернативном чарте; клип на песню «This Time» вновь был показан на VIVA, а диск в целом заслужил хвалебные отзывы критиков.
Третий альбом коллектива, получивший название At the End of the Sea, был выпущен в 2010 году. В его поддержку группа выступила на престижных фестивалях Castle Party (2010), M’era Luna и Whitby Gothic Weekend (2011). На этом диске, по мнению журналистов, звучание группы стало более мягким и мелодичным. В январе 2012 года сразу на трёх лейблах вышел четвёртый диск коллектива — Iscariot Blues, который музыкальные критики сочли «очень сильным» и «восхитительным». Успех этого альбома оказался таким громким, что группа впервые за всё время своего существования попала в мейнстримовые хит-парады.

## Стиль, влияние, тематика песен
Одной из особенностей творчества The Beauty of Gemina всегда было совмещение элементов различных музыкальных направлений. На дебютном альбоме Diary of a Lost заметно влияние классики — в композиции «Victims of Love» даже использован отрывок из «Мессы до-минор» Моцарта. Среди других жанров, повлиявших на ранние работы коллектива — арт-рок, индастриал, электроника, готик-рок и дарквейв. Песни сильно различаются по характеру звучания — если одни представляют собой танцевальные хиты, то другие требуют серьёзного восприятия. Группа использует звучание инструментов, которые сравнительно редко применяются рок-музыкантами — например, гобоя, скрипки, виолончели. На раннее творчество The Beauty of Gemina некоторое влияние оказали Sisters of Mercy.
Альбом At the End of the Sea более прост для восприятия, чем предшествующие, и в нём на первый план выходят гитарные партии; в то же время он мелодичнее, «светлее» и «танцевальнее» ранних дисков группы. Тем не менее, меланхоличный, «гипнотический», чистый и холодный вокал Михаэля Зеле объединяет этот альбом с предыдущими.
Последний на сегодняшний день альбом коллектива Iscariot Blues отличается особым, новым для группы звучанием. На нём появились элементы блюза, хотя в целом он, безусловно, сохраняет явную готическую направленность. По словам Михаэля Зеле, первые три диска он рассматривает как своего рода трилогию, тогда как выход четвёртого ознаменовал начало нового периода в творчестве The Beauty of Gemina. Кроме того, некоторые гитарные партии для этого альбома первоначально записывались как акустические.
Группа придаёт большое значение текстам композиций, многие из которых посвящены депрессии, одиночеству, разбитым надеждам, некоторые — самоубийству. Отдельные тексты The Beauty of Gemina также могут быть истолкованы как антиклерикальные. Присутствуют в них и политические мотивы — например, в песне «Stairs» высказываются пацифистские идеи.

## Дискография
- Diary of a Lost (2006)
- A Stranger to Tears (2008)
- At the End of the Sea (2010)
- Iscariot Blues (2012)
- The Myrrh Sessions (2013)
- Ghost Prayers (2014)
- Minor Sun (2016)
- Flying with the Owl (2018)